# 가라 뎀벨레
가라 뎀벨레(Garra Dembélé, 1986년 2월 21일 ~ )는 프랑스에서 태어난 말리의 전 축구 선수이다.